# Гирш, Владимир Артурович
Владимир Артурович Гирш (ок. 1870—?) — Георгиевский кавалер (1916).
С 1884 по 1890 год учился в Московском реальном училище.
Участвовал в Русско-японской войне, в 9-м Тобольском сибирском пехотном полку; был награждён орденом Св. Анны 4-й степени (10.7.1905).
В первую мировую войну служил подпоручиком 219-го пехотного Котельнического полка, произведен в поручики (ВП 02.01.1916). Был награждён орденом Св. Георгия (ВП 27.09.1916) — на момент награждения имел чин штабс-капитана.
В. В. Каминский указал:

В июне 1918 г. окончил подгот. курсы 3-й очереди АГШ РККА (но в армии этой не служил). В списке Служба у «белых»: На конец лета 1918 г. — слушат. ст. кл. совмещенных 1-й и 3-й оч. ускор. курсов «белой» АГШ в Ек-ге (в списке). На конец лета-осень 1918 г. — на службе при штабе Уральского корпуса; на 24.02.1919 — в распоряж. НШ Запад. армии; на 18.06.1919 г. — воен. комендант Ек-га, капитан. На исходе службы у «белых» — подполковник.
Служба в РККА: с 18.09.1920 — не ранее 08.05.1921 — штатный препод. тактики на 1-х Сибирских кав. курсах; на 23.03.1922 — штат. препод. на 8-х кав. курсах СибВУЗа.
— Продолжая труды А. Г. Кавтарадзе: курсанты 3-й очереди ускоренных курсов Николаевской Академии Генерального штаба на службе в красной армии (1918—1930-е гг.)
В указателе имён отмечено: «Гирш Владимир Артурович, капитан, военный комендант Екатеринбурга».